# Valanga fakfakensis
Valanga fakfakensis är en insektsart som beskrevs av Sjöstedt 1932. Valanga fakfakensis ingår i släktet Valanga och familjen gräshoppor. Inga underarter finns listade i Catalogue of Life.